# Pará
Pará là một bang nằm ở phía bắc của Brasil. Pará là bang có diện tích lớn thứ hai của Brasil sau Amazonas và là bang có dân số lớn nhất vùng phía bắc Brasil. Bang này giáp ranh với các bang Amapá, Maranhão, Tocantins, Mato Grosso, Amazonas Roraima, quận Sipaliwini của Suriname và các vùng Demerara-Mahaica, Thượng Demerara-Berbice của Guyana.

## Liên kết
| Tìm hiểu thêm về Pará tại các dự án liên quan |                                   |
| Tìm kiếm Wiktionary                           | Từ điển từ Wiktionary             |
| Tìm kiếm Commons                              | Tập tin phương tiện từ Commons    |
| Tìm kiếm Wikinews                             | Tin tức từ Wikinews               |
| Tìm kiếm Wikiquote                            | Danh ngôn từ Wikiquote            |
| Tìm kiếm Wikisource                           | Văn kiện từ Wikisource            |
| Tìm kiếm Wikibooks                            | Tủ sách giáo khoa từ Wikibooks    |
| Tìm kiếm Wikiversity                          | Tài nguyên học tập từ Wikiversity |

- (tiếng Anh) Brasil
- (tiếng Bồ Đào Nha) Trang chủ
- (tiếng Anh) Brazilian Tourism Portal Lưu trữ ngày 12 tháng 12 năm 2007 tại Wayback Machine
- (tiếng Anh) Brazilian Embassy in London Lưu trữ ngày 4 tháng 4 năm 2005 tại Wayback Machine
- (tiếng Bồ Đào Nha) Portal Paraense
- (tiếng Anh) Invest Para Lưu trữ ngày 24 tháng 8 năm 2018 tại Wayback Machine